# Pascarola
Pascarola è un Quartiere di Caivano, con annessa zona industriale, nella Città metropolitana di Napoli in Campania.

## Geografia fisica
A nord confina con i Regi Lagni, a sud con il Rione Parco Verde.

## Storia
Il termine “Pascarola” deriva dal latino “pascua” che significa “pascoli”. Nell’epoca dell’alto Medioevo, la parola divenne “pascora”, intesa come diminutivo del pascolo, quindi piccoli pascoli. Pascarola era identificato quindi come luogo dove la pastorizia era predominante.
Il primo documento in cui Pascarola è citata risale al 1045 dove si parla de terris de paschariola’ e ‘de terris de loco gualdum et de paschariola. Il luogo dove sorgeva il villaggio non era quello attuale, ma il sito dove sorge l’attuale Cappella di San Giorgio Martire.  Il primo religioso di Caivano di cui si ha notizia certa è tale «presbiter Casanus», proprio parroco della cappella di San Giorgio Martire in Pascarola, che, come si legge in un Collettario del 1324, pagò in quell’anno alla Chiesa di Roma una decima di otto tarì e dieci grana.

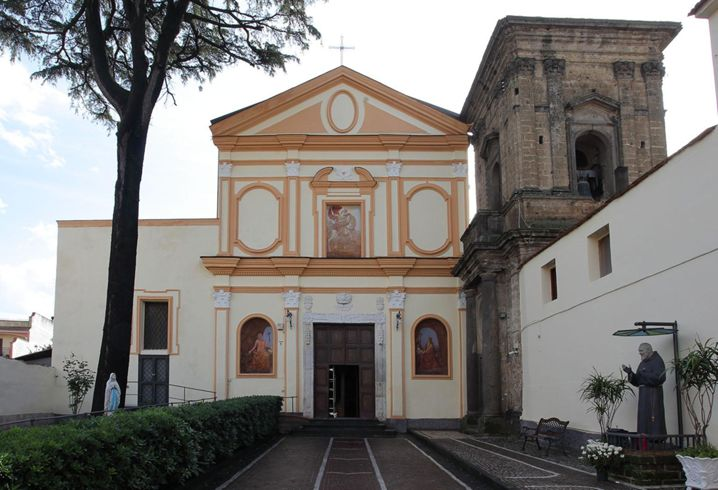
Chiesa San Giorgio Martire

Dopo vari trascorsi, nel 1324, la Chiesa di S. Giorgio venne declassata a cappella, mentre la Cappella di S. Maria divenne chiesa dedicata a Sant'Antonio ed alla Madonna del Buon Consiglio.

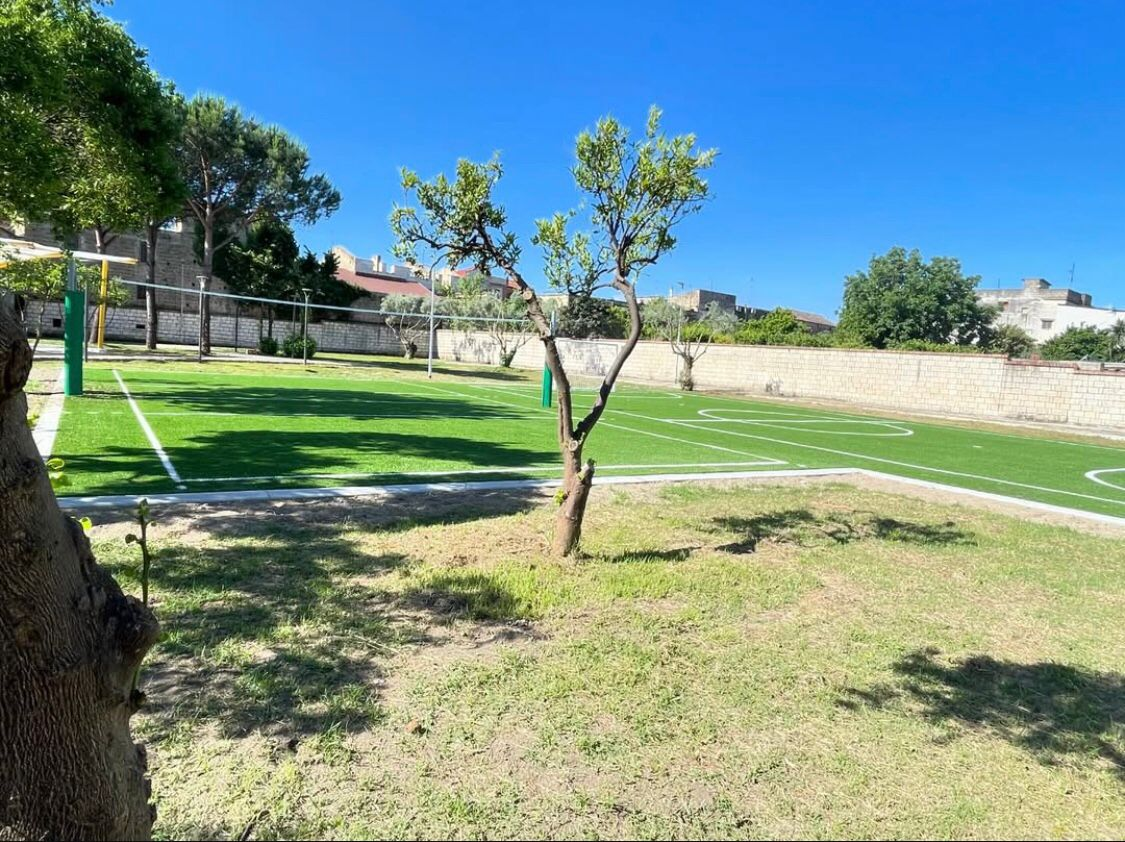
Villa Pascarola

Nel 1459, come si legge in un documento di archivio del Re Ferdinando d’Aragona trascritto dall’attuario Michele Guerra, Pascarola aveva 40 fuochi o famiglie. Se si considera che grosso modo ad ogni fuoco corrispondevano 5 abitanti, la popolazione era di circa 200 abitanti. Il documento elenca ben 43 casali e come numero di fuochi, Pascarola risultava il sesto.
Emerge che Caivano era una sorta di frazione o zona di Pascarola e non viceversa, in termini di ricchezza e demografia, fu solo con l’accorpamento dei vari casali, che Caivano ha avuto maggiore potere ed è diventato il comune principale.

zona industriale Pascarola

Km2 Pascarola

La parte residenziale del quartiere di Pascarola si estende su una superficie di 1,61 km², con una densità abitativa di 2.484,47 ab./km², è caratterizzata dalla presenza di palazzi sia antichi che di nuova concezione, nonché da ville che spaziano tra stili tradizionali e moderni. Accanto a questa area abitativa, si trova la zona industriale ufficialmente denominata Zona ASI Pascarola o Caivano, sorta nel 1972 e una delle più estese di tutto il Mezzogiorno d'Italia, con una superficie di 2,93km². Inizialmente, grandi aziende come Cirio, Unilever e PPG si insediarono in quest'area, seguite successivamente da molte altre imprese, sia piccole che medie. L'area industriale è servita dal consorzio ASI di Napoli e dal consorzio interaziendale CSA..

## Società

### Tradizioni e folclore
Nella Seconda Domenica di Luglio nel quartiere si realizza la festa di Sant'Antonio da Padova e con essa si celebra anche la devozione alla Madonna del Buon Consiglio, la cui effige per l'occasione viene portata in processione e solennemente intronizzata sull'altare maggiore della Chiesa patronale di San Giorgio martire. 

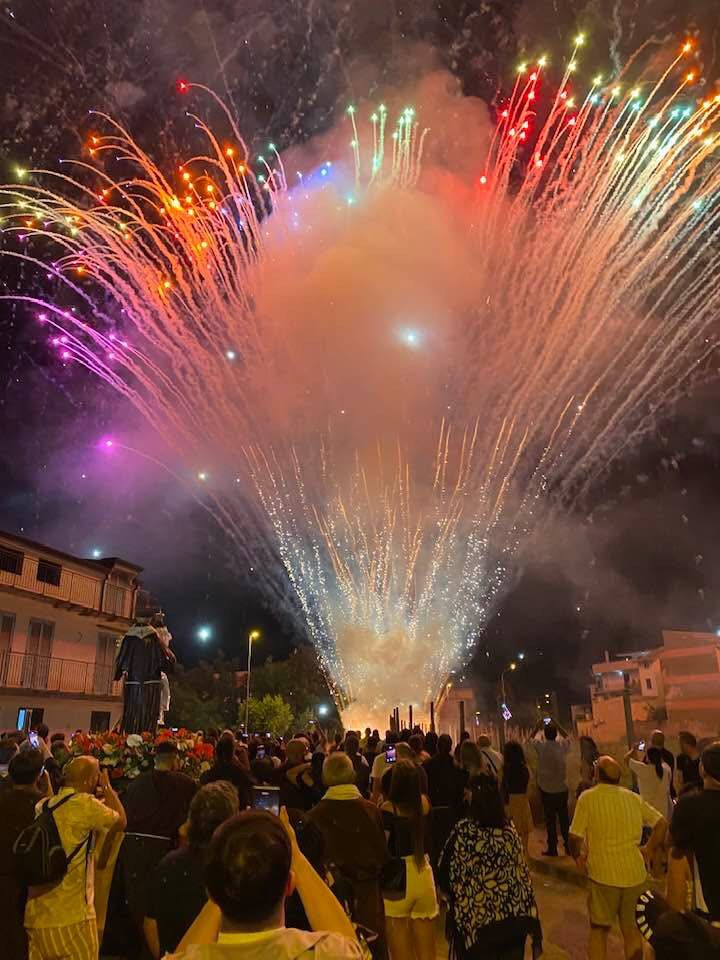
Festa Patronale

## Economia
Ospita le più grandi industrie della città Metropolitana di Napoli, grazie alla zona ASI del comune di Caivano presente in zona. Tra le aziende presenti, ricordiamo UniLever, Caffè Borbone, Harmont & Blaine colosso della moda in tutto il mondo, Italiana Imballaggi, Magneti Marelli, Ascensori Del Bò, ItalCable, Food Impresit, Ocima, Nuovo Mollificio Campano, Windows Sliding Systems s.r.l.